# Esquadrão N.º 35 da RAAF

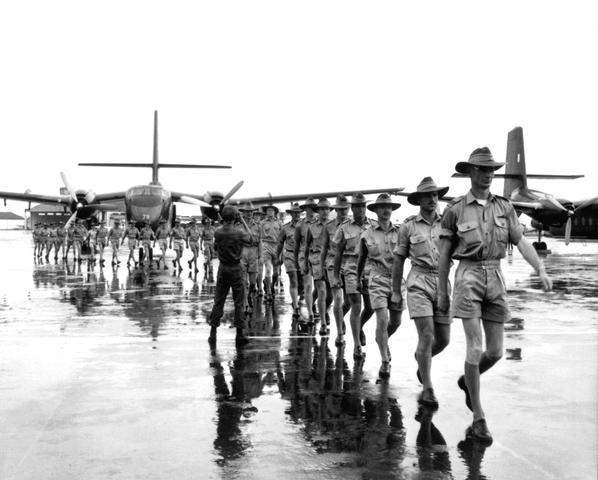
Pessoal e aeronaves da RAAF do esquadrão Nº 35.

O Esquadrão N.º 35 é um esquadrão de transporte aéreo da Real Força Aérea Australiana. Formado em 1942, o esquadrão serviu durante a Segunda Guerra Mundial, transportando mercadorias e passageiros por toda a Austrália, Nova Guiné e Índias Orientais Holandesas, operando várias aeronaves, entre elas o Douglas C-47 Dakota. Foi extinto depois da guerra, porém foi restabelecido nos anos 60 durante a Guerra do Vietname, prestando uma série de apoios logísticos para as forças australianas e norte-americanas no conflito. Depois de voltar a ser extinto em 2000, voltou a ser restabelecido em 2013. Aeronaves C-27 Spartan foram entregues ao esquadrão em 2015.